# Белопаланачко врело
43° 14′ 33″ С; 22° 20′ 28″ И / 43.2425° С; 22.341111° И
Белопаланачко врело једно је од два јака врела (друго је Крупачко), која избијају у Белопаланачкој котлини. Врело избија на јужном ободу котлине, на висини од 350 m, испод Великог курила (539 m), у централном делу Беле Паланке. Издашност врела је око 1,6 m³/sec, док се најнижа измерена температура воде на врелу кретала око 9,9 оС крајем фебруара.
Белопаланачко врело је првобитно била зона дифузног истицања из карстификованих пукотина прекривених дробином. У циљу лакшег захватања воде направљен је успор и формирано је вештачко језеро у којем су избушени бунари преко којих се захватају воде за водоснабдевање Беле Паланке. Међутим тако створени водозахват не каптира све воде са Белопаланачког врела, па се на дну језера уочава зона дифузног истицања одакле су воде каналисане и одведене у Мокрањске реку (Коритницу).

## Положај и пространство
Белопаланачко врело се при дну падине Великог курила налази у разноврсним кречњацима, слојевитим, банковитим и масивним. Дно врела покривено је сипарским и глиновитим материјалом и блоковима, а споља је ограђено зидом високим око 3 m, чиме је створен ујезерени басен дубок око 2,5 m, пречника 15 m. 
Док изворишни облук врела чине три врсте кречњачких стена, његово чело је изграђено од банковитих кречњака, на које са источне стране належу слојевити кречњаци, а на супротној страни масивни кречњаци. Контакти између различитих кречњачких стена означени су раседима који се у врху изворишног облука, на око 30 m изнад врела, пресецају под углом од 35º. У овом тектонском склопу је изграђен пећински систем из кога истиче Белопаланачко врело.
Белопаланачком врело – основне карактеристике
| Тип врела | Издашност (m3/sec)                                     | Температура воде (оC | Напомена                                            |
| --------- | ------------------------------------------------------ | -------------------- | --------------------------------------------------- |
| Крашко    | - максимална - 11,6 - просечна - 1,6 - минимална - 0,5 | 9,9-10               | Са овог врел водом за пиће снабдева се Бела Паланка |

## Геоморфологија
Белопаланачко врело у свом заалеђу има масив Влашке планине са узвисинама Шљивовички врх (1.258 m) Велико Курило (Попов врх 798 m) и карстификовану површ (600-700 m). Терен је изграђен од барем-аптских, слојевитих, и нешто ређе банковитих, претежно једрих, ређе конгломератицних кречњака који у целини припадају кучајскосврљишкој геотектонској зони. 
У простору Теловац-Кременица, дуж краљушти Црног врха, кречњаци су навучени на девонске флишне седименте што ствара привид релативно мале сливне површине Белопаланачког врела. У масиву слојеви, генерално, благо тону према котлини, док раседи модификују падове слојева у непосредном залеђу врела. 
У зони истицања Белопаланачког врела су изражена два регионална раседа: ободни расед белопаланачке котлине, пружања W-E и Лужничка дислокација пружања NW-SE која се протеже од Дунава на северу, па до границе са Бугарском и даље. Дуж ободног раседа је спуштена котлина, заплављна хетерогеним плиоценским седиментима у којима се смењују лапорци, шљункови, пескови и глине, који чине чеону баријеру водама из кречњака. Лужничка дислокација је значајна јер морфолошки, геолошки и хидрогеолошки одваја простор Суве планине од залеђа Белопаланачког врела.
Бројни раседи и пукотине су модификовани карстификације и са видљивим траговима течења воде у непосредном залеђу, где је и улаз у пећину. Према геофизичким подацима, у зони Белопаланачког врела, дубина карстификације је и преко 100 м.

## Сабирна зона
Сабирна зона врела обухвата Попов и Шљивовички врх (1.256 m) и Велико курило. Тло средњег Понишавља је омогућило стварање практично свих облика подземних водотокова и видова њиховог појављивања на површини:издани (фреатске, нормалне и пукотинске); подземни токови (самородни и понорнички), врела (крашка и контактна) и све врсте извора.
Највећи део површине средњег Понишавља су простране крашке области, чију геолошку основу сачињавају кречњачке стене. Оне су (првенствено) под дејством падавинских вода али и тектонских потреса испресецане разноврсним пукотинама. Кроз те пукотине површинска вода продире у дубину и отиче системом подземних канала. Вода се појављује на дну дубоких долина у виду врела (као што је Белопаланачко) различите издашности. Такве области, у којима површинска вода понире у дубину кречњачке масе (тако да на површини нема водотока, али их има у подземљу) су велика камена Гулијанска пустиња на Сврљишким планинама и цела страна Сврљишких планина на северном ободу Белопаланачке котлине, карст Валожја Суве планине и карст Шљивовичког виса.
Хидрографска мрежа је са планинских била, заравни и површина премештена у дубину. Дезорганизација површинске хидрографске мреже није текла истовремено на планинском подручју, тако да су се овде издвојила два типа подземних крашких токова (самородни и понорски токови).

### Издашност врела
На издашност Белопаланашког врела, која просечно износи око 1,6 m³/sec, утиче; величина сабирне површине (која је константна, и нема већи утицај на промене у издашности врела), количина падавина (која је је јако промењљива од годишњег доба) и обрувавање (када због тектонских потреса подземни, речни пећински канали услед обурвавања буду зачепљени, што резултује краткотрајноим прекидом рада врела), стање вегетације.
Средња месечна издашност Белопаланачког врела показују током године два максимална и два минимална стања. Пролећни максимум јаче је наглашен, има дуже трајање и већу издашност, од јесењег, најчешће једномесечног скока повећане издашности. Главни максимум изазван је пролетњим, релативно високим падавинама и отапањем снежних ретензија (средина марта до краја маја). Споредни максимум резултат је знатнијих и дуготрајнијих јесењих киша (новембар). Измећу максималних јављају се два минимална стања издашности. Главни, јаче наглашен минимум издашности протеже се на један пролетњи и сва три летња месеца (август, септембар и октобар). Летњи минимум последица је релативно високих температура, малих падавина, нарочито у другом делу, и развијене вегетације. Споредни, зимски минимум је краткотрајнији и слабије наглашен, док је зимски минимум непосредно у функција негативних температура и снежних падавина.
Белопаланачка котлина као и цела котлинско-планинске област Источне Србије карактерише се јаким краткотрајним пљусковима. Познати су примери да се у току само неколико часова падне чак и полугодишња количина падавина. Овакав режим падавина осетно утиче, нарочито због велике обешум-љености, и на издашност Белопаланачког врела.
Белопланачко врело је пресушивало два пута. Када је почетком 20. века пресушило вода није истицала пуна три дана. Четвртог дана врело се уз потмулу тутњаву проломило, а вода је шикнула у вис као прави гејзер.

### Хемијске особине воде.
Хемијске особине воде, Белопаланачког врела као и као и код осталих крашких извора у Источној Србији показују у целини слабу минерализацију. Према спорадичним анализама, она се креће од 210—360 mg/l остатка испарења.
Тврдоћа воде износила је 7,9 нем. степени. Ове и друге хемијске анализе показују да су крашке воде Белопаланачког врела мало минерализоване и да не садрже штетних и непожељних компонената. Према томе оне испуњавају услове здравих пијаћих вода.

## Парк хероја
Саставни део уређеног простора око врела је парк хероја „Врело” где се на кружном платоу уздижу земљане хумке на којима су постављене  три камене спомен плоче са именима погинулих бораца постоља са бистама народних хероја настрадалих у НОР –у.
На летњој позорници се преко лета одржавају концерти, представе, манифестације и други догађаји.